# ماي لو
ماي لو (بالصينية: 羅美薇) هي ممثلة صينية، ولدت في 1 سبتمبر 1966 في المملكة المتحدة.

## وصلات خارجية
- ماي لو على موقع IMDb (الإنجليزية)
- ماي لو على موقع ميوزك برينز (الإنجليزية)
- ماي لو على موقع قاعدة بيانات الفيلم (الإنجليزية)